# 尖烏賊
尖烏賊（学名：Sepia aculeata），又名網紋烏賊、目烏賊、針墨魚，为烏賊科烏賊屬下的一个种，分布于日本群岛南部、马来群岛、印度海域，包括南海等海域，生活环境为海水，常见于近海60米线以内。该物种的模式产地在爪哇岛。

## 扩展阅读
- 維基物種上的相關：尖烏賊

1. 1 2  中国科学院动物研究所. . 《中国动物物种编目数据库》. 中国科学院微生物研究所.   [2009-04-28]. （原始内容存档于2016-03-04）.